# バクテリオファージQβ
Qβファージはプラス鎖RNAウイルスで、 F線毛を持つ細菌、最も一般的には大腸菌に感染する。そのゲノムは一本鎖で、直径28nmの二十面体キャプシドに包まれている。バクテリオファージQβは、F線毛の側面に結合した後、その宿主細胞に侵入する。

## 遺伝学
Qβファージのゲノムは、ウイルスの配列の決定元にもよるが、約4,217ヌクレオチドである。 Qβファージは世界中で何度も分離されており、ほぼ同一のタンパク質をコードするさまざまな亜種があるが、ヌクレオチド配列としては大きく異なる。
ゲノムには、4つのタンパク質をコードする3つのオープンリーディングフレームがあり、A2成熟/溶解タンパク質、コートタンパク質、A1と呼ばれるコートタンパク質の終止コドンを読み飛ばしたリードスルータンパク質、レプリカーゼと呼ばれるRNA依存性RNAポリメラーゼ（RdRp）のβサブユニットである。ゲノムは高度に構造化されており、遺伝子発現を調節し、宿主のRNaseから自身を保護する。

### コートタンパク質A1
キャプシドは約178コピーのコートタンパク質A1からなる。

### レプリカーゼ/ RdRp
プラス鎖とマイナス鎖の両方のRNA鎖を複製するRNA依存性RNAポリメラーゼは、4つのタンパク質の複合体であり、このうちβサブユニット（レプリカーゼ、P14647）はファージゲノムにコードされ、他の3つのサブユニットであるαサブユニット（リボソームタンパク質S1）、γサブユニット（EF-Tu）、およびδサブユニット（EF-Ts）は細菌ゲノムにコードされている。
QβのRNAレプリカーゼの構造は解明されている（PDB: 3AGP, 3AGQ）。2つのEFタンパク質は、レプリカーゼとRNA産物の両方のシャペロンとして機能する。純粋なQβポリメラーゼは、大量に生産するには十分な可溶性がないため、代わりに、レプリカーゼと2つのEFサブユニットから構築された融合タンパク質が通常使用される。融合タンパク質はリボソームタンパク質S1とは独立して機能することができる。

### 成熟/溶解タンパク質A2

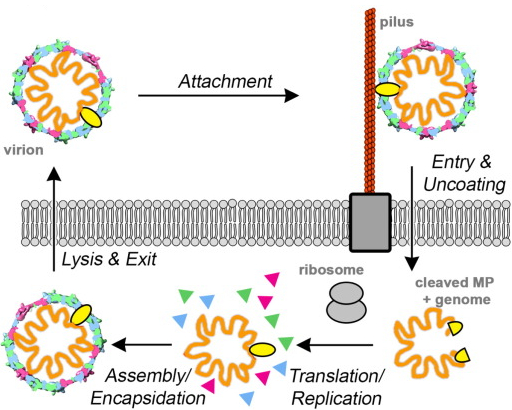
バクテリオファージQβのライフサイクル

すべてのプラス鎖RNAファージは成熟タンパク質をコードしており、宿主の線毛とウイルスRNAに結合する機能を持つ。 成熟タンパク質のアンバー変異体は宿主に感染できないか、「未成熟」であるため、成熟タンパク質と名付けられている。近縁のプラス鎖一本鎖RNAバクテリオファージMS2の場合、成熟タンパク質はウイルスRNAとともに宿主に取り込まれることが示され、その後成熟タンパク質が切断される。
MS2では、成熟タンパク質はウイルスRNAの最初のオープンリーディングフレームにあることからAタンパク質と呼ばれる。Qβにおいては、Aタンパク質はビリオン内により豊富にあり、感染にも必要であるため、当初はA1であると考えられていた。しかし、Qβの配列が決定されると、A1は終止コドンの読み飛ばしのリードスルータンパク質であることが明らかになった。
A2はQβの成熟タンパク質であり、さらに溶菌タンパク質の機能を持つ。
溶菌のメカニズムはペニシリンのメカニズムと似ており、A2は、細胞壁生合成における最初の酵素反応を触媒するMurAに結合することにより、ペプチドグリカンの形成を阻害する。

## 実験
バクテリオファージQβのRNAは、Sol Spiegelmanによる、より速い複製を促す実験に利用された。より短いRNA鎖が複製され、最終的には、Spiegelman's Monsterと呼ばれるRNA鎖になった。これは、Qβレプリカーゼによって複製できる218ヌクレオチドの最小RNA鎖である。